# Філіпенко Антон Сергійович

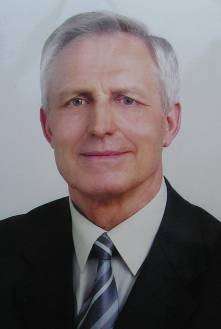
Філіпенко Антон Сергійович

Анто́н Сергі́йович Філіпе́нко (*9 серпня 1943) — український учений-економіст. Доктор економічних наук, професор. Академік АН ВШ України з 1996 р.

## Біографічні відомості
Народився на Одещині. У 1972 р. закінчив економічний факультет КДУ ім. Т. Шевченка. У 1976 р. захистив кандидатську, а в 1987 р. — докторську дисертацію. У 1984–1988 рр. — заступник декана факультету міжнародних відносин і міжнародного права КДУ ім. Т. Шевченка; у 1988–1990 рр. — декан цього факультету; з 1989 р. по 2008 р. — завідувач кафедри світового господарства і міжнародних економічних відносин Інституту міжнародних відносин КНУ ім. Т. Шевченка.

## Наукова діяльність
Автор понад 250 наукових публікацій, серед яких монографії та підручники: «Економічні стратегеми України» (в співавторстві, 1998); «Міжнародна торгівля та інвестиції» (в співавторстві, 1999); «Економічний розвиток сучасної цивілізації» (2000); «Економічний розвиток: європейський контекст» (2001); «Экономическое развитие: цивилизационный подход» (Москва, 2001); «Економічний розвиток сучасної цивілізації» (2002, ісп. мова — Куба); «Цивілізаційні виміри економічного розвитку»(2002); «Основні проблеми економіки розвитку» (2003); «Міжнародні економічні відносини: історія» (2006); «Глобальні форми економічного розвитку: історія і сучасність» (2007).
Підготував 5 докторів та 17 кандидатів економічних наук.
З 1990 р. — голова спеціалізованої ради із захисту докторських і кандидатських дисертацій за спеціальністю «світове господарство і міжнародні економічні відносини». Член редакційних колегій наукових часописів «Міжнародні відносини», «Діловий вісник», «Економічний часопис», «Альманах філософії господарства» (рос.), «Вісник Академії наук Грузії» (серія економічна).
Брав участь у наукових конференціях та виступав з лекціями в університетах та наукових установах Австрії, Бельгії, Великої Британії, Ірану, Італії, Канади, Китаю, Куби, Німеччини, Польщі, Росії, Румунії, Словаччини,США, Фінляндії, Франції, Чехії, Швеції. Був радником прем'єр-міністра України.
Дійсний член Російської академії гуманітарних наук. Член економіко-філософського товариства МДУ ім. Ломоносова (Москва). Член Європейської економічної асоціації.

## Звання і нагороди
Заслужений діяч науки і техніки України. Лауреат Всеукраїнської премії за програму ринкової трансформації економіки України. Лауреат Нагороди Ярослава Мудрого АН ВШ України (2002). Заслужений професор Київського національного університету ім. Т. Шевченка (2010).
Академік-секретар відділення економіки АН ВШ України з 2004 року — член Президії АН ВШ України з 2006 р. Віце-президент АН ВШ України з 2007 р.